# Livello di servizio
Il livello di servizio è una funzione facente parte dell'Ingegneria dei trasporti.

## Caratteristiche generali
Per la progettazione o l'ammodernamento di una strada è necessario definirne le condizioni d'esercizio in relazione al traffico secondo una certa scala: ciò al fine di effettuare confronti tra costi di costruzione e/o di miglioramento e poter così scegliere la soluzione ottima compatibile con gli obiettivi e i vincoli prefissati.
In generale può considerarsi rappresentativo delle condizioni di esercizio il costo generalizzato del trasporto per l'utente (costi fissi e variabili dell'autoveicolo, tempo, comfort, rischio); se però ci si limita alla descrizione delle sole condizioni operative del deflusso, oppure se si fissano a priori le caratteristiche di progetto e d'esercizio prescindendo dai relativi costi, risulta particolarmente efficace la metodologia messa a punto da studiosi ed esperti degli USA che definisce le condizioni operative del deflusso veicolare (e quindi dell'infrastruttura d'appoggio) in funzione delle variabili: u (velocità media di marcia, km/h), k (densità, vei/km-corsia) e q (flusso, vei/h-corsia) o q/c (rapporto flusso/capacità), legate dall'equazione di stato q=ku nel caso della circolazione a flusso ininterrotto propria delle strade extraurbane.
In effetti, la qualità della circolazione sarebbe meglio definibile dagli oneri sopportati dagli utenti: costo monetario, tempo impiegato nello spostamento e stress psicofisico connesso al grado di comfort e sicurezza di marcia. I parametri che appaiono più strettamente legati a tali oneri sono: la velocità media mantenibile su un segmento stradale, il numero medio di sorpassi/km, il tempo medio d'attesa per il sorpasso per ora di viaggio. Questi parametri individuano un punto in uno spazio a tre dimensioni: facendo corrispondere a ciascun punto un numero, esso potrebbe rappresentare una misura di qualità di marcia e si potrebbe quindi costruire la funzione livello di servizio (LdS). Ancora, però, non si è giunti a definirla per le difficoltà di calcolo, ai diversi livelli di portata e per le diverse tipologie stradali, dei tre parametri citati. Alcuni autori hanno proposto di associare ad ogni livello un indice di qualità di servizio, ad esempio la sicurezza (Olivari, 1986), o un indice di costo (Werner, 1979); tali tentativi, seppure interessanti, non hanno ancora avuto un compiuto inquadramento generale operativo. 

## I livelli di servizio secondo il manualeHighway capacity manual
Attualmente può considerarsi affermato il criterio adottato negli Stati Uniti (cfr. Hcm 1985, 2000) di definire i LdS non in funzione di parametri in grado di esprimere direttamente la qualità della circolazione ma di grandezze che a quei parametri si ritengono correlate: appunto la velocità media di viaggio, il rapporto q/c e/o la densità veicolare.
La velocità di viaggio dà un'idea del tempo di percorrenza; la densità e il rapporto flusso/capacità possono invece vedersi come indicatori di libertà di guida, comfort, sicurezza e costo.
Il campo di operatività del deflusso veicolare, rappresentabile per ogni tipologia stradale da curve di deflusso in un piano u-q, è stato diviso in sei zone: cinque delimitate da rettangoli parzialmente compenetrantisi e l'ultima da due curve; tali zone individuano i livelli di servizio delle infrastrutture stradali.
I livelli sono distinti da sei lettere, da A a F, in ordine decrescente di qualità di circolazione, e vengono delimitati da particolari valori dei parametri velocità, densità o rapporto q/c. La più alta portata oraria di ogni livello o portata di servizio massima (PSM), rappresenta la massima quantità di veicoli che quel livello può ammettere. La portata oraria massima assoluta o capacità della strada (c), coincide con la portata massima del livello E.
I limiti di separazione tra i livelli A e B, D ed E, E ed F segnano, rispettivamente, il passaggio del deflusso da libero a stabile, da stabile ad instabile e da instabile a forzato. Questi limiti hanno avuto una loro giustificazione teorica dalla trattazione deterministica dell'analogia “energia-quantità di moto” della corrente veicolare messa a punto da Drew e Keese (1965).
Successivamente, in base ad un criterio meramente empirico e per necessità derivate dalla progettazione, stante il fatto che il campo del flusso stabile copriva un ampio ventaglio di condizioni operative, si è suddiviso detto campo in tre livelli (B, C, D) di ampiezza in portata decrescente e in velocità crescente.

## Le caratteristiche del deflusso ai vari livelli
In generale, per strade a flusso ininterrotto, le condizioni di marcia dei veicoli ai vari LdS sono definibili come segue:
- - A - gli utenti non subiscono interferenze alla propria marcia, hanno elevate possibilità di scelta delle velocità desiderate (libere); il comfort è notevole.
- - B - la più alta densità rispetto a quella del livello A comincia ad essere avvertita dai conducenti che subiscono lievi condizionamenti alle libertà di manovra ed al mantenimento delle velocità desiderate; il comfort è discreto.
- - C - le libertà di marcia dei singoli veicoli sono significativamente influenzate dalle mutue interferenze che limitano la scelta delle velocità e le manovre all'interno della corrente; il comfort è definibile modesto.
- - D - è caratterizzato da alte densità ma ancora da stabilità di deflusso; velocità e libertà di manovra sono fortemente condizionate; modesti incrementi di domanda possono creare problemi di regolarità di marcia; il comfort è basso.
- - E - rappresenta condizioni di deflusso che comprendono, come limite inferiore, la capacità; le velocità medie dei singoli veicoli sono modeste (circa metà di quelle del livello A) e pressoché uniformi; non c'è praticamente possibilità di manovra entro la corrente; il moto è instabile perché piccoli incrementi di domanda o modesti disturbi (rallentamenti, ad esempio) non possono più essere facilmente riassorbiti da decrementi di velocità e si innesca così la congestione; il comfort è bassissimo.
- - F - il flusso è forzato: tale condizione si verifica allorché la domanda di traffico supera la capacità di smaltimento della sezione stradale utile (ad es. per temporanei restringimenti dovuti ad incidenti o manutenzioni) per cui si hanno code di lunghezza crescente, bassissime velocità di deflusso, frequenti arresti del moto, in un processo ciclico di stop-and-go caratteristico della marcia in colonna in condizioni di instabilità; non esiste comfort.